# Tom Davies (youtuber)
Thomas George (Tom) Davies (Birmingham, 22 september 1990), beter bekend als GeoWizard, is een Engelse youtuber.

## Carrière
Davies staat bekend om zijn vaardigheid in GeoGuessr, een browserspel waarin je een pseudo-willekeurige Google Street View-locatie krijgt en moet raden waar deze is. Een soortgelijke activiteit is te zien in zijn serie Geo Detective, waarin hij de exacte locatie van een foto probeert te achterhalen. De foto's zijn vaak ingezonden door kijkers.
Davies is eveneens bekend vanwege zijn straight line missions. Davies deed een reeks pogingen om in een zo recht mogelijke lijn door landen te wandelen. In 2019 vond de eerste poging plaats in Wales. Het lukt hem niet in achtereenvolgende dagen. Na enige dagen van rust, ging hij verder waar hij was gestopt. In 2020, tijdens de start van de coronapandemie in het Verenigd Koninkrijk, waagde hij samen met een vriend wederom een poging in Wales. Deze poging werd vroegtijdig afgebroken, omdat hij last had van hyperthermie na het waden door moerassen en het beklimmen van een berg. Later dat jaar doorkruiste Davies met succes Noorwegen in een rechte lijn. Begin 2021 probeerden Davies en vriend Greg Schotland door te wandelen, zij het zonder succes. Eind 2021 waagde hij samen met zijn broer Ben een derde poging om Wales in een rechte lijn te doorkruisen. In april 2022 volgde de serie Black Country, No Road Mission, waarin hij Aldridge probeerde te doorkruisen zonder wegen te gebruiken.